# اولمو ال برمبو
اولمو ال برمبو (به ایتالیایی: Olmo al Brembo) یک کومونه در ایتالیا است که در استان برگامو واقع شده‌است. اولمو ال برمبو ۷٫۸ کیلومتر مربع مساحت و ۵۲۲ نفر جمعیت دارد و ۵۵۶ متر بالاتر از سطح دریا واقع شده‌است.